# Représentations diplomatiques en Slovénie
Les représentations diplomatiques en Slovénie sont actuellement au nombre de 36. Il existe de nombreuses délégations et bureaux de représentations des organisations internationales et d'entités infranationales dans la capitale Ljubljana.

## Ambassades à Ljubljana
| - Albanie - Autriche - Bosnie-Herzégovine - Brésil - Bulgarie - Chine - Croatie - Tchéquie - Égypte - France - Géorgie - Allemagne - Grèce - Vatican - Hongrie - Inde - Iran - Irlande | - Italie - Japon - Kosovo - Monténégro - Pays-Bas - Macédoine du Nord - Pologne - Roumanie - Russie - Serbie - Slovaquie - Espagne - Suisse - Turquie - Ukraine - Royaume-Uni - États-Unis |

## Consulats

### Consulat général à Koper
- Italie

### Consulat général à Kranj
- Monténégro

## Ambassades et missions diplomatiques des non-résidents
| - Algérie (Vienne) - Afghanistan (Rome) | - Haïti (Berlin) - Irak (Vienne) | - Sierra Leone (Moscou) - Yémen (Vienne) |